# Филлипс, Мишель
Мишель Филлипс (англ. Michelle Phillips, до замужества Холли Мишель Гиллиам; род. 4 июня 1944) — американская певица и актриса, участница группы «The Mamas & The Papas».

## Биография
Филлипс родилась в Калифорнии. В 1962 году переехала в Нью-Йорк, намереваясь стать моделью. Познакомилась с Джоном Филлипсом; он пригласил её петь в своей группе «The Journeymen». 31 декабря 1962 года вышла за него замуж. От этого брака родилась дочь Чайна Филлипс, впоследствии основавшая группу «Wilson Phillips».
В 1965 году после прихода в группу «Мамы» Касс Эллиот и Денни Доэрти она сменила название на «The Mamas & The Papas». Мишель написала несколько песен в соавторстве с Джоном, в том числе «Creeque Alley» и «California Dreamin'».
В 1966 году Джон Филлипс уволил Мишель из группы, уличив её в измене, однако уже через месяц попросил её вернуться.
После распада группы в 1968 году Мишель начала сниматься в кино, однако участие в малобюджетных фильмах не принесло ей особой популярности.

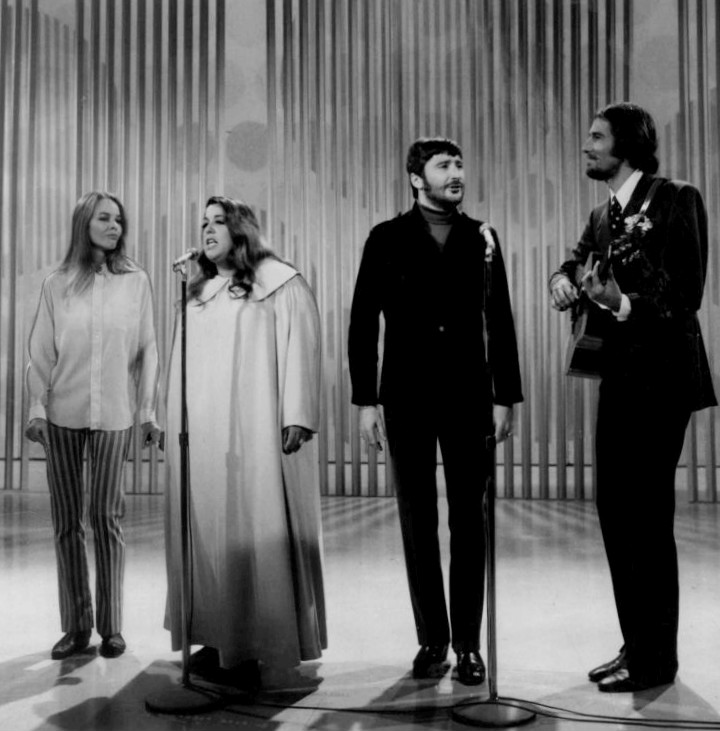
Мишель Филлипс крайняя слева

В 1970 году развелась с Джоном Филлипсом и вышла замуж за актёра Денниса Хоппера. Их брак продлился восемь дней.
В 1973 году принимала участие в съемках фильма «Диллинджер».
В 1975 году после записи песни «Aloha Louie», сочинённой Джоном Филлипсом, заключила контракт с компанией «A&M Records». В 1977 году вышел её дебютный сольный альбом «Victim of Romance», не имевший особенного успеха. В этом же году Мишель принимала участие в записи альбома Джона Филлипса «Pay Pack & Follow», однако он был издан лишь в 2001 году после смерти Джона.
В 1982 году у Мишель родился сын Остин.
Принимала участие в съёмках сериала «Беверли-Хиллз, 90210».

## Сольная дискография
- 1977 — Victim Of Romance